# Читинский троллейбус
Читинский троллейбус — троллейбусная система города Читы. Открытие троллейбусного движения состоялось 30 декабря 1970 года. Перевозку пассажиров осуществляет МП «Троллейбусное управление».

## История
Ещё до революции Чита выиграла международный конкурс на строительство трамвайных линий. Однако дальше разговоров дело тогда не пошло. Вопрос о создании в городе новой системы общественного транспорта был вновь поднят в 60-х годах XX века. В 1961 году власти Читы пришли к выводу, что быстро растущей столице Забайкалья необходим электротранспорт, потому что только он сможет обеспечить надёжную работу предприятий и служб в суровых условиях Забайкальской зимы, легко преодолеть многочисленные подъёмы и спуски центральных улиц города.
В 1967—1968 — под руководством Евгения Ивановича Барковского строительное управление треста «Читапромстрой» в Чите начало строительство троллейбусных линий и создание инфраструктуры пассажирского электротранспорта.
1970 — в апреле создано троллейбусное управление. 19 декабря была произведена первая обкатка троллейбуса. С 31 декабря 1970 года, после торжественного открытия 30 декабря, движение было организовано по одному маршруту № 1 от Троллейбусного депо до вокзала «Чита II». Маршрут проходил на новых центральных городских улицах — Новобульварная и Красной Звезды, с недавно застроенными в конце шестидесятых окраинными районами центра города, спускался на Вокзал по улице Бутина. Новые остановки — «Троллейбусное депо», «ЦРМ», «Метеостанция», «Магазин „Цветы“», «Красноармейская ул.», «Машиностроительный завод», «Дом Культуры Машзавода». На линию были выпущены первые 15 свежих, только что выпущенных в этом году заводом троллейбусов, из них 10—12 машин выходили на рейс регулярно.
1971 (спустя год, после летних съёмок на ул. Ленина фильма "Даурия") — маршрут № 1 был продлён до Городской больницы. Новые остановки («Театральная площадь», «Площадь Декабристов», «Городская больница») появились на участке улицы Ленина от Ленинградской до её начала, ранее не охваченном автобусным сообщением. Также, было открыто движение по маршруту № 2 от Троллейбусного депо до ТРЗ с использованием автобусных остановок.
1972 — изменены пути следования маршрута № 2: Стадион Забво — ТРЗ (с использованием двух старых остановок отменённого автобусного маршрута до Вокзала от стадиона ЗабВО — «Стадион „ЗабВО“» и «Детская больница»).
1973 — открыто движение по маршруту № 3 от ДК ул. Кирова, автобусы на момент запуска из Соснового Бора ходили только в район Большого Острова через Баргузинскую ул. (в начале 1980-х остановка переименована в «Театр кукол», так как здание клуба было передано детскому кукольному театру) до ТРЗ (с использованием всех имеющихся автобусных и старых троллейбусных остановок);
1975 — продлен маршрут № 3 до Соснового Бора; открыто движение по маршруту № 4 от Вокзала «Чита-2» до Соснового Бора; открыто движение по маршруту № 5 от Вокзала «Чита-2» до Троллейбусного депо.
1984 — Начало эксплуатации троллейбусного поезда, способного перевозить до 250 пассажиров одновременно, состоящего их двух троллейбусов ЗиУ-9 соединенных по системе Владимира Веклича. В депо было собрано 4 таких поезда из комплектующих произведенных на ленинградском заводе по ремонту городского электротранспорта.
В конце 80-х годов, с постройкой нового микрорайона МЖК возле улицы Красной Звезды между остановками «ЦРМ» и «Метеостанция» появилась новая остановка «МЖК», после закрытия магазина, остановка «Магазин „Цветы“» была переименована и привязана к ближайшей к ней улице «Ул. им. Шилова», после постройки на ул. им. Шилова рядом с магазином «Малышок» нового здания магазина «Мед. техника», на чётной стороне улицы, старая автобусная и, позже, троллейбусная остановка была расширена и перенесена к новому магазину, на ул. им. Бутина, между остановками «Оптика» и «Ул. им. Бабушкина» появилась техническая остановка троллейбуса, без высадки и посадки пассажиров, на которую вскоре была перенесена остановка от Оптики, получившая название от построенного рядом нового магазина — «Магазин „Багульник“», а после поворота от улицы Новобульварной на улицу Бутина, только с чётной стороны появилась новая одноимённая остановка, предыдущая остановка, уже в 90-е годы, в связи изменением названия и смены статуса ДК Машзавода, была переименована в «Детский эстетический центр „Орешки“», и, в связи с постройкой рядом с ней нового торгового комплекса была перенесена на полквартала, ближе к ул. им. Журавлёва. 
1989 — открыто движение по маршруту № 6 от Троллейбусного депо до Вокзала «Чита-2» через Центральный рынок. Примерно в это же время кварталом выше вокзала, на улице Калинина (Амурская), была расширена проезжая часть возле стадиона «Труд», установлены опоры, протянуты провода и сделана новая остановка для маршрута №3. Это было сделано для разгрузки привокзальной площади.
1997 — отменён маршрут № 4.
1998 — восстановлен маршрут № 4 от Соснового Бора до Центрального рынка через Вокзал «Чита-2»; открыт кольцевой односторонний маршрут № 7: Стадион СибВО — Вокзал «Чита-2» — Центральный рынок — Стадион СибВО.
2001 — отменены маршруты №№ 4, 7.
С 15 августа 2007 — маршрут № 6 был продлён от Вокзала «Чита-2» до Соснового Бора.
21 августа 2007 года по ходатайству городского управления культуры и Читинской организации союза художников России комиссия по наименованиям улиц Читы приняла решение переименовать остановку 6 маршрута «Медтехника», введя вместо прежнего наименования новое «Картинная галерея», для лучшего информирования читинцев и гостей города о действующем культурном учреждении.
20 октября 2016 официально упразднён пятый маршрут.

## Маршрутная сеть

### Действующие маршруты
На сегодняшний день в Чите эксплуатируются 4 троллейбусных маршрута:
- № 1 Посёлок Каштак — Дорожная больница.
- № 2 Стадион СибВО — ТРЗ, обратное направление — ТРЗ — Вокзал «Чита-2» — Стадион СибВО
- № 3 Сосновый Бор — ТРЗ.
- № 6 Троллейбусное депо — Центральный рынок — Вокзал «Чита-2» — Сосновый Бор.

| № маршрута/часы            | 6—9 | 9—12 | 12—18 | 18—21 | 21—24 |
| -------------------------- | --- | ---- | ----- | ----- | ----- |
| 1                          | 3   | 6    | 3     | 6     | 12    |
| 2                          | 5   | 10   | 5     | 10    | 15    |
| 3                          | 5   | 10   | 5     | 10    | 15    |
| 6 (оборудованы остановки ) | 5   | 10   | 5     | 10    | 15    |

### Закрытые маршруты
- № 1а Троллейбусное депо —Центральный Рынок — Дорожная больница (существовал в 1992—1993 годах). На этот маршрут у единицы нет трафарета маршрута, троллейбус переходит на него крайне редко, только при невозможности проехать по участку от перекрёстка улиц от Новобульварной — Шилова до перекрёстка улиц Бутина — Ленина, гораздо чаще от троллейбусов идущих без трафарета маршрута от Депо можно услышать: «Иду на ЗабВО», или "троллейбус идёт в Сосновый Бор (по единице), «на ТРЗ».

- № 4 Сосновый Бор — Вокзал «Чита-2» — Центральный рынок. От вокзала до рынка троллейбус ходил недолго, по сравнению с основным маршрутом, возможность эксперимента появилась после длительной обкатки 6 маршрута, часть линии которого использовали для продления маршрута, после установки на кольце рынка дополнительной стрелки для разворота маршрута в обратном направлении
- № 5 Троллейбусное депо — Вокзал (закрыт из-за падения пассажиропотока и убытков городского троллейбусного депо).
- № 7 Стадион СибВО — Вокзал «Чита-2» — Центральный рынок — Стадион СибВО (кольцевой односторонний).

### Описание маршрутной сети
- ул. Амурская (один квартал, остановка Храм, параллельно остановке «Железнодорожный Вокзал», но на один квартал выше)
- ул. Баргузинская (одна остановка «Городская больница № 1», маршрут № 3 и № 6, только в направлении микрорайона Сосновый Бор, в обратном направлении, в половине квартала ниже, на улице Ленина, общая с маршрутом № 1).
- ул. Бабушкина (интересный факт: троллейбус № 6, проезжая всего лишь один квартал этой улицы делает на ней остановку «Центральный рынок» в Центральном районе города, далее на этой улице он делает три остановки: ул. Бабушкина, Театр кукол, Строительный техникум, но уже почти в конце маршрута в Ингодинском районе)
- ул. Богомягкова (остановок нет)
- ул. Белорусская (остановка только при посадке в город, в обратном направлении — остановка за перекрёстком, на улице Гагарина)
- ул. Бутина
- ул. Гагарина (Ингодинский район, недалеко от Читы в Центральной части одноимённого района посёлка городского типа Атамановка есть улица с одноимённым названием)
- ул. Генерала Белика (участок улицы между ул. Ленина и Комсомольской ул., ост. «Стадион Локомотив»)
- Карповский тракт
- ул. Кирова
- ул. Комсомольская
- ул. Красной Звезды
- ул. Ленина
- ул. Ленинградская (остановок нет)
- ул. Новобульварная (на перекрёстке с улицей Бутина, маршрут № 2 поворачивает направо, к стадиону СибВО, № 1 налево, в сторону Депо, прямого маршрута, несмотря на наличии прямой соединительной линии, проведённой в 1988 году перед 50-летним юбилеем Читинской области на стадионе, никогда не было, проехать по ней можно до депо только при снятии или выходе троллейбуса на маршрут № 2, а также, как разворот троллейбуса № 1 в праздничные дни, когда движение транспорта возле площади имени Ленина, по улице Бутина, перекрыто)
- ул. Петровская (один квартал, остановка «Железнодорожный вокзал»)
- ул. Шилова (единственный односторонний поворот маршрута № 7, на котором можно было доехать до Новобульварной и на стадион СибВО, с ул. Бабушкина у Центрального рынка, просуществовал недолго, как и сам маршрут, и через 10 лет был разобран за ненадобностью, хотя этот маршрут был очень удобен для горожан, но был убыточен, не один из маршрутов городского автобуса так до сих пор его и не освоил)

Таким образом, троллейбус обслуживает в основном центральную часть города, с заходом в микрорайон Северный, Сосновый Бор, район Пожарки (ТРЗ) и посёлок Каштак.

### Конечные остановки
- Троллейбусное депо — начальная и конечная точка всех троллейбусных маршрутов в начале и конце смены, является конечной точкой 6 маршрута.
- Посёлок Каштак — конечная точка 1 маршрута.
- Стадион СибВО — конечная точка 2 маршрута.
- ТРЗ — конечная точка 2 и 3 маршрутов.
- Вокзал —  разворотная точка 2 маршрута в обратном направлении, при следовании с ТРЗ на СибВО.
- Дорожная больница — конечная точка 1 маршрута.
- Сосновый Бор — конечная точка 3 и 6 маршрутов.

## Перспективы
В последнее время в Чите ведётся активная закупка транспорта, большинство старых троллейбусов уже списано. Износ парка сейчас составляет 21%, что меньше, чем ещё два года назад. В 2020 году, после закрытия московского троллейбуса, 30 троллейбусов Тролза-5265.0* «Мегаполис» были переданы в Читу, после чего они должны были пройти техобслуживание и выйти на городские маршруты в декабре 2020 года. Но в 2023 году осталась только один троллейбус данной модели.
Кроме того, из-за недостатка финансирования троллейбусным движением не охвачены некоторые крупные жилые микрорайоны, например, поселок Текстильщиков (КСК).
Не исключается и возможность продления линии от ТРЗ по реконструированному путепроводу до ДК Железнодорожников. Если эти планы будут реализованы, то протяженность контактной сети увеличится до 55 км. 
С 1989 года по 2021 год не было введено ни одного нового участка.
В апреле 2011 года была принята «Комплексная программа развития Читы», согласно которой предусматривается строительство новых троллейбусных линий до 2020 года:
- Троллейбусное депо — Каштак, стоимостью 91,39 млн руб.;
- Городская больница № 1 — магазин «Восточный», стоимостью 19,365 млн руб;
- Троллейбусное депо — проспект Белика — ТРЗ, стоимостью 6 млн руб;
- Троллейбусное депо — КСК, стоимостью 1600 млн руб.[11]

### Маршрут в Каштак
В 2011 году планировалось построить линию Депо — Каштак. Но линия так и не была построена, в основном, из-за строительства транспортной развязки на въезде в микрорайон Каштак. Сроки строительства были перенесены на 2016-2017 годы, но так и не была построена. Позже её планировалось построить в 2020 году, однако, в связи с пандемией, сроки начала строительства были перенесены на 2021 год.
Официальное открытие линии в Каштак состоялось 30 ноября 2022 года.

### Маршрут на КСК
Троллейбусная линия на КСК была в планах ещё в 80-е годы. Одной из причин, по которым этот проект не был реализован, являлось отсутствие полноценной стержневой дороги в посёлок. После распада СССР проект был заморожен, однако об нём вновь заговорили в 2000-х годах. Были предложения пустить троллейбусы по маршруту Белика — Крымская — Байкальская — Авиационная и т. д., или через Ковыльную — Олимпийскую, или через посёлок Аэропорт, но, по мнению Администрации города, на таких маршрутах троллейбусы будут возить воздух, а не людей. Поэтому предлагалось, чтобы троллейбусная линия на КСК прошла по маршруту проспект Советов — Карла Маркса — Кирзаводская, через микрорайон Зенитную горку, а далее по новому путепроводу близ нефтебазы по Рахова на КСК.

## Подвижной состав
По состоянию на ноябрь 2022 года в Чите эксплуатируются троллейбусы моделей:
| Модель                                 | Количество                                    |
| -------------------------------------- | --------------------------------------------- |
| ЗиУ-682Г-016 [Г0М]                     | 7 (253—259)                                   |
| ЗиУ-682Г-016 (018)                     | 3 (260—262)                                   |
| ЗиУ-682Г-016.04 (с широкой 1-й дверью) | 1 (263)                                       |
| Тролза-5275.07 «Оптима»                | 14 (264—277)                                  |
| Тролза-5275.03 «Оптима»                | 13 (278—290)                                  |
| Тролза-5265.0* «Мегаполис»             | 22 (291—301, 303-305, 308, 309, 312-316, 318) |
| ВМЗ-5298.01 «Авангард»                 | 45 (321—365)                                  |
| Всего                                  | 105                                           |

## Оплата проезда
Первоначально, с открытием троллейбусной линии, стоимость проезда и оплата производилась через билетную кассу в салоне троллейбуса пассажирами путём отрывания пятикопеечного билета. Во время перестройки для самостоятельной оплаты проезда пассажирами, кассы были заменены на компостеры, и оплата проезда проводилась через закомпостированный талон, который можно было купить на каждой троллейбусной остановке. Чуть позднее и у водителя, с небольшой наценкой. В конце девяностых добровольная оплата проезда была отменена, за обязательной оплатой пассажиров стали наблюдать кондукторы. В это время стоимость проезда составляла 1.5 рубля и кондукторы часто испытывали нехватку копеечных монет на сдачу, но буквально почти сразу была утверждена новая цена на проезд — 2 рубля, с тех пор копейки больше в тариф не закладывались. 
Льготный бесплатный проезд заменен на 50% от полной стоимости билета. 
С октября 2017 года в читинском троллейбусе можно оплатить проезд банковской картой с помощью терминала у кондуктора, а в троллейбусах ВМЗ-5298.01 «Авангард» через валидаторы на поручнях. 
С марта 2023 года маршруты №2 и №3 работают без кондукторов. Оплата проезда производится у водителя при входе в троллейбус